# Streptococcus oralis
Streptococcus oralis ist eine Bakterienart innerhalb der Gattung Streptokokken. Sie ist den Viridans-Streptokokken zugehörig und wird innerhalb dieser Systematik der Streptococcus mitis-Gruppe zugerechnet.
Individuen der Art S. oralis sind grampositive in Ketten gelagerte kugelförmige Bakterien (Kokken). Die griechische Benennung κόκκος coccos bedeutet „Beere“ und spielt auf die mikroskopisch sichtbare rundliche Form der Bakterien an. Sie sind häufige und der Normalflora zuzurechnende Bewohner der menschlichen Mundhöhle, jedoch in der Lage, opportunistische Infektionen inner- und außerhalb dieser auszulösen. Das Vorhandensein von S. oralis in der Mundflora scheint ein Schutzfaktor zu sein, da es die Wirkung von Streptococcus mutans antagonisiert, sprich Kariesbildung von Zähnen entgegenwirkt. Darüber hinaus gibt es Arbeiten, die zeigen, dass das Vorhandensein von S. oralis das Wachstum der meisten schädlichen Bakterien, welche die gleiche Nische besetzen, unterdrückt. Zudem konnte in vitro gezeigt werden, dass diese Bakterienart Gewebe aktiv schützen kann.

## Diagnostik und Eigenschaften
S. oralis-Bakterienkulturen lassen sich aerob bzw. in Kohlendioxid-haltiger Atmosphäre auf Universalmedien kultivieren. Sie erscheinen nach 24 Stunden bei 36 °C auf bluthaltigen Nährmedien mit kleinen weißen Kolonien, in der Regel unter Ausbildung von α-Hämolyse. Um sie beispielsweise von Staphylokokken unterscheiden zu können, wird zu Beginn eines Untersuchungsganges in der Regel zunächst die Katalasereaktion geprüft, die wie viele andere Reaktionen (Voges Proskauer-Reaktion, Urease, Hyaluronidase u. a. m.) negativ ausfällt. Die Aesculin-Reaktion kann variabel ausfallen, während Lactose- und Neuraminidase-Test positiv ausfallen. Die mikroskopisch grampositiv erscheinenden Bakterien sind unbeweglich und in Ketten gelagert (Streptokokken). Vor dem inzwischen großflächigen Einsatz der Massenspektrometrie war die Differenzierung/Identifizierung von Streptokokken inklusive der Viridans-Streptokokken oft schwierig. Auch das sonst breit einsetzbare VITEK MS-System war nicht in der Lage, Streptococcus mitis von S. oralis zu diskriminieren. Eine korrekte Analyse ist jedoch von therapeutischer Konsequenz, da S. oralis in der Behandlung von Endokarditiden und Meningitiden Relevanz besitzt.

## Therapie
Allein der Nachweis von S. oralis ist kein Therapiegrund, wenn der Nachweis nicht aus relevantem Material (wie beispielsweise Liquor oder Herzklappen u. a. m.) stammt. Abseits anderer therapeutischer Elemente soll die antibiotische Therapie gemäß Resistogramm erfolgen. Insgesamt hat sich die Resistenzlage gegenüber einigen Antibiotika verschlechtert. Ceftriaxon, Clindamycin und Vancomycin gehören zu den therapeutischen Möglichkeiten. Kombinationen von Antibiotika sind abhängig von Krankheitsbild und -schwere und dem möglicherweise gegebenen Vorliegen anderer Infektionstreiber. Penicillin-Resistenzen beziehungsweise reduzierte Empfindlichkeiten wurden beschrieben.